# أندرو بري
أندرو بري (بالإنجليزية: Andrew Bree)‏ هو سباح بريطاني، ولد في 16 مارس 1981 في Helen's Bay ‏ في المملكة المتحدة.

## روابط خارجية
- أندرو بري على موقع الاتحاد الدولي للسباحة (الإنجليزية)
- أندرو بري على موقع أوليمبيديا (الإنجليزية)
- أندرو بري على موقع اتحاد ألعاب الكومنولث (مؤرشف) (الإنجليزية)
- أندرو بري على موقع دورة ألعاب الكومنولث 2006 (مؤرشف) (الإنجليزية)